# Dammkastjärnen
Dammkastjärnen är en sjö i Strömstads kommun i Bohuslän och ingår i Strömsån-Enningdalsälvens kustområde. Sjöns area är 0,01 kvadratkilometer och den är belägen 95 meter över havet.